# Zavala (Mozambico)
Zavala, nota anche come Quissico (ufficiale fino al 1975), è una città del Mozambico. È il capoluogo del distretto di Zavala.
La città si trova sulla costa del canale del Mozambico e sulla strada EN1. È nota per le sue lagune e per la sua musicalità.
Il gruppo etnico Chopi è numeroso a Zavala. Personaggi famosi di Zavala sono Alexandre José Maria dos Santos, un cardinale che era arcivescovo di Maputo; l'artista Kester e Venancio Mbande.